# Gliniak (Świątki)
Gliniak (deutsch Glaubensfeld) war ein Ort in der polnischen Woiwodschaft Ermland-Masuren. Seine Ortsstelle gehört zur Landgemeinde Świątki (Heiligenthal) im Powiat Olsztyński (Kreis Allenstein).

## Geographische Lage
Die Ortsstelle von Gliniak liegt auf der Ostseite des Zaun-Sees (polnisch Jezioro Sunia) in der nordwestlichen Woiwodschaft Ermland-Masuren, 26 Kilometer südwestlich der früheren Kreisstadt Heilsberg (polnisch Lidzbark Warmiński) bzw. 24 Kilometer nordwestlich der heutigen Kreismetropole Olsztyn (deutsch Allenstein).

## Geschichte
Der Ort Glaubensfeld bestand lediglich aus einem kleinen Hof. Bis 1945 war er ein Wohnplatz im Gutsdorf Scharnigk A (polnisch Żardeniki) im ostpreußischen Kreis Heilsberg. 1861 war der Ort gegründet worden, der im Jahre 1905 13 Einwohner zählte.
Am 30. September 1928 wurde Glaubensfeld ein Teil der Landgemeinde Wolfsdorf (polnisch Wilczkowo), als nämlich der Gutsbezirk Scharnigk A nach dort eingemeindet wurde.
In Kriegsfolge kam Glaubensfeld 1945 innerhalb des gesamten südlichen Ostpreußen zu Polen. Der Ort erhielt die polnische Namensform „Gliniak“, wurde aber bereits in den ersten Nachkriegsjahren kaum noch erwähnt. Heute gilt der Ort als untergegangen, vielleicht ist er in Żardeniki (Scharnigk) aufgegangen. Seine kaum noch wahrnehmbare Ortsstelle liegt im Bereich der Gmina Świątki (Landgemeinde Heiligenthal) im Powiat Olsztyński (Kreis Allenstein), von 1975 bis 1998 der Woiwodschaft Olsztyn, seither der Woiwodschaft Ermland-Masuren zugehörig.

## Religion
Gliniak gehört heute wie bereits Glaubensfeld vor 1945 zur römisch-katholischen Kirche Wilczkowo (Wolfsdorf) im jetzigen Erzbistum Ermland. Außerdem war der Ort vor 1945 in die  evangelische Kirche Regerteln (polnisch Rogiedle) in der Kirchenprovinz Ostpreußen der Kirche der Altpreußischen Union eingepfarrt. Heute in Gliniak lebende evangelische Kirchenglieder sind der Diözese Masuren der Evangelisch-Augsburgischen Kirche in Polen zugeordnet.

## Verkehr
Die Ortsstelle von Gliniak resp. Glaubensfeld ist von Źardeniki (Scharnigk) aus zu erreichen.